# Liste de matadors

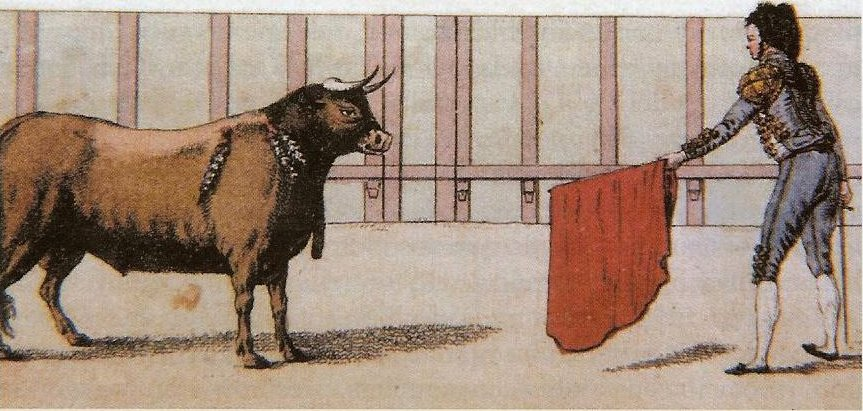
Matador au combat, illustrant le Traité de tauromachie de Pepe-Hillo (1796)

Cet article recense les matadors de renom, toutes nationalités confondues, de Costillares, considéré comme l'un des principaux pères de la corrida moderne, jusqu'aux matadors contemporains. La lignée des matadors français naît le 18 novembre 1894 à Valence avec l’alternative de Pierre Cazenabe, dit Félix Robert. Les matadors sont présentés le cas échéant sous leur apodo. Les éléments de cette liste sont consultables sur les encyclopédies de la corrida mentionnées dans la bibliographie ci-dessous,,.
Cette liste ne répertorie que les matadors ayant obtenu leur alternative. Comme il en arrive des dizaines chaque année, les très anciens ne peuvent se trouver dans les dictionnaires comme le faisait déjà remarquer Auguste Lafront en 1950 « La curiosité des amateurs s'exerçant de préférence au bénéfice des modernes et des vivants, ce répertoire ne peut donc être exhaustif. »
En 2003, le tableau chronologique des matadors de Robert Bérard comporte 8 pages sur papier bible (255 matadors), celui d'Auguste Lafront en comportait 2 sur papier ordinaire. « Les matadors dont l'alternative remonte à deux ans avant la publication d'un annuaire ne sont pas encore introduits dans les dictionnaires, il est en revanche très facile de se procurer les informations les concernant dans les revues dont certaines ont un site : Corridas. com, (devenu entretemps corrida.tv, site international), toreria.net en français, Mundotoro, Portal Taurino, Noticias taurina Revue 6Toro6, torosperu alcala, entre autres »
Les dictionnaires tauromachiques excluent de la définition de matador tout torero n'ayant pas reçu l'alternative« Matador désigne le torero d'alternative à la tête d'une cuadrilla. Équivalent de maestro »« Quand on parle d'un matador, il s'agit d'un matador de toros ayant pris l'alternative ».

## XVIIIesiècle
- Bernardo Alcalde y Meríno (Don) « El Licenciado de Falces » ou « El Estudiante de Falces »[8]
- Manuel Ballón « El Africano »[9]
- « Costillares » (Joaquín Rodríguez)[10],[11],[12],[13]
- José Candido Esposito[14],[15]
- « Pepe Hillo » (On voit parfois écrit « Pepe Illo ») (José Delgado Guerra)[16],[17],
- « Martìncho » (Antonio Ebassun)[18],[19]
- « Perrucho » (Francisco García)
- « Pajuelera » (Nicolasa Escamilla)[20]
- Antonio Romero[21],[22],
- Francisco Romero[23],[22],[24]
- José Romero[21],[22]
- Juan Romero[21],[22],[24]
- Pedro Romero[25],[22],[26]
- El Indio (Mariano Ceballos)[27].
- Tragabuches

## XIXesiècle
- « Barragan » (Isidro Santiago Llano)[28]
- « Bocanegra » (Manuel Fuentes y Rodríguez)[29]
- « Bombita » (Emilio Torres Reina)[30]
- « Bombita » (Ricardo Torres Reina)[31]
- Jerónimo José Candido[32],[33],[34]
- « Cara Ancha » (José Sánchez Del Campo)[35]
- « Cúchares » (Francisco Arjona Herrera)[36],[37],[38]
- « Desperdicios » (Manuel Domínguez)[39]
- « Dominguín » (Domingo Del Campo y Álvarez)[40]
- « El Cano » (Manuel Jiménez y Meléndez) »[41]
- « El Chiclanero » (José Redondo Rodríguez)[42]
- « El Ecijano » (Juan Jiménez Ripoll)[43]
- « El Espartero » (Manuel García Cuesta)[44]
- « El Gallo » (Fernando Gómez García)[45]
- « El Gordito » (Antonio Carmona y Luque)[46]
- « Fabrilo » (Julio Aparici y Pascual)[47]
- « José Flores González « Camará »[48]
- « Frascuelo » (Salvador Sánchez Povedano)[49]
- Antonio Fuentes[50]
- Bernardo Gaviño[51]
- Juan Gómez de Lesca[52]
- « Guerrita » (Rafael Guerra Bejarano)[53]
- « Curro Guillén » (Francisco Herrera Rodríguez)[54]
- « Lagartijo » (Rafael Molina Sánchez)[55]
- « Lagartijo Chico » (Rafael Molina Martínez)[56]
- « Leoncillo » (Juan León y López)[57]
- « El Lavi » (Manuel Díaz Cantoral)[58]
- « Litri » (Miguel Báez Quintero)[59]
- Juan Lucás Blanco[60]
- Luis Mazzantini[61]
- « Minuto » (Enrique Vargas González)[62]
- Antonio Montes[63]
- « Panchón » (Francisco González Díaz)[64]
- « Paquiro » (Francisco Montes)[65]
- Manuel Parra[66]
- Pedro Parraga[67]
- Ángel Pastor[68]
- « Peroy » (Pedro Aixelá y Torner)[69]
- « Pepete » (José Rodríguez Davié)[70]
- « Pepete » (José Dámaso Rodríguez y Rodríguez)[71]
- Agustín Perera[72]
- Rafael Pérez de Guzmán[73]
- « Plumeta »[74]
- José María Ponce[75]
- « Punteret » (Joaquín Sans y Almenar)[76]
- Antonio Reverte[77]
- « Rigores » (Roque Miranda Conde)[78]
- José de los Santos[79]
- « El Salamanquíno » (Julián Casas del Guijo)[80]
- Cayetano Sanz (Cayetano Sanz y Pozas)[49]
- « Serranito » (Hilario González Delgado)[81]
- « El Sombrerero » (Antonio Ruíz Serrano)[82]
- « El Tato » Antonio Sánchez)[83]
- « Torerito » (Rafael Bejarano Carrasco)[84].
- Juan Yust[85]

## XXesiècle
- Paco Alcalde (Francisco Alcalde Morcillo)[86].
- « El Algabeño » (José García Rodríguez)[87]
- « Algabeño hijo » (José García Carranza »[87]
- « Antoñete » (Antonio Chenel Albaladejo)[88]
- Raúl Aranda (Raúl Aranda Pérez)[89]
- Julio Aparicio (père)[90]
- Julio Aparicio (fils)[91]
- « Armillita » (Juan Espinosa Saucedo)[92]
- « Armillita Chico » (Fermín Espinosa Saucedo)[93]
- « Carlos Arruza » (Carlos Ruiz Camino)[94]
- Manolo Arruza (Manuel Ruiz Vázquez)[95]
- Alberto Balderas[96]
- Florentino Ballesteros[9]
- Vicente Bejarano (Vicente Bejarano Herrera)[97]
- Juan Belmonte[98]
- Juan Belmonte Campoy[99]
- Leonardo Benítez (Leonardo Benítez Flores)[100]
- Pedrín Benjumea (Pedro Benjumea Durán)[101]
- Joaquín Bernadó (Joaquín Bernadó y Bartoméu)[102]
- Ángel Luis Bienvenida[90]
- « Bienvenida » (Manuel Mejías Rapela, surnommé « Le Pape noir »)[103]
- « Pepe Bienvenida » (José Mejías Jiménez)[104]
- « Antonio Bienvenida » (Antonio Mejías Jiménez)[104]
- « Manolo Bienvenida » (Manuel Mejías Jiménez)[105]
- « Bombita » (Emilio Torres Reina Bombita I)[106]
- « Bombita II » (Ricardo Torres Reina Bombita II)[106]
- « Bombita III » (Manuel Torres Reina Bombita III)[106],[107]
- Pierre Boudin[108](« Pierre Pouly » ou « Pouly III »)[109]
- José Luis Bote[110]
- Mario Cabré[111]
- « Pepe Cáceres » (José Eslava Cáceres)[112]
- « Cagancho » (Joaquín Rodríguez Ortega)[113]
- Fernando Cámara[114]
- Paco Camino[115]
- José Antonio Campuzano[116]
- Tomás Campuzano[116]
- Guillermo Carvajal[117]
- « Carnicerito de Méjico » (José González López)[118]
- « Simon Casas » (Bernard Dombs)[119]
- Pedro Castillo (Pedro Castillo Iglesias)[120]
- Eloy Cavazos[121]
- « Celita » (Alfonso Cela Vieito)[122]
- Fernando Cepeda[122]
- « Chamaco » (Chamaco fils)[123]
- « Chamaco » (Chamaco père)[124]
- « Cheche » (José Marrero Bez)[125]
- « Chicuelo » (Rafael Jiménez Castro)[126]
- « Chicuelo » (Manuel Jiménez Moreno)[126]
- « Chicuelo » (Manuel Jiménez Vera)[126]
- « Chicuelo II » (Manuel Jiménez Díaz)[126]
- « Cocherito de Bilbao » (Cástor Jaureguibeitia Ibarra) )[127]
- " Conejito "[107]
- « Curro Rivera » (Francisco Rivera Agüero)[128]
- Luciano Contreras[125]
- Carlos Corbacho Román[129]
- « Corchaíto » (Fermín Muñoz Corchado)[130]
- « El Cordobés » (Manuel Benítez Pérez)[131]
- Sebastián Cortés (Sebastián Cortés Amador)[132]
- Manolo Cortés (Manuel Cortés de Los Santos)[132]
- « Erick Cortés » (Erick Román Cortés Rivas)[132]
- Juanita Cruz (Juana Cruz de la Casa)[133]
- Rafael de Paula (Rafael Soto Moreno)[134]
- Roberto Domínguez (Roberto Domínguez Díaz)[135]
- « Domingo Dominguín » (Domingo González Mateos)[40]
- « Domingo Dominguín » (Domingo González Lucas)[136]
- Pepe Dominguín (José González Lucas)[136]
- Luis Miguel Dominguín[137]
- Manuel Dos Santos[138]
- « Espartaco » (Juan Antonio Ruiz Román)[139]
- « El Estudiante » (Luis Gómez Calleja)[140]
- José Falcón (José Carlos Frita Falcao)[141]
- « Flores » (Isidoro Martí Fernando)[142]
- « Fortuna » (Diego Mazquiarán Torróntegui)[143]
- Sidney Franklin[144]
- Luis Freg[139]
- Ricardo Romero Freg (Mexicain) neveu du précédent, connu pour ses inventions de passes[145]
- John Fulton (John Fulton Short)[146]
- « El Gallo » (Rafael Gómez Ortega)[147]
- Rodolfo Gaona[148]
- Antonio José Galán (Antonio José Galán Casero)[149]
- « Gavira » (Enrique Cano Iriborne)[150]
- « Galloso » (José Luis Feria Fernández)[151]
- César Girón[152]
- Curro Girón[153]
- Efraín Girón[153]
- Freddy Girón[153]
- Rafael Girón[153]
- « Gitanillo de Triana » (Francisco Vega de los Reyes)[154]
- Dámaso Gómez Díaz[140]
- Dámaso González (Dámaso González Carrasco)[155]
- Manolo González[156]
- « El Gordito » (José Carmona García)[68]
- Manuel Granero (Manuel Granero Valls)[157]
- Óscar Higares (Óscar José García Higares)[158]
- « El Inglés » (Frank Evans Kelly)[144]
- Luis Parra Fernández « Jerezano »[159]
- Pepín Jiménez (José Jiménez Alcázar) )[160]
- « Joselito » (José Gómez Ortega)[161]
- « Joselito » (José Miguel Arroyo Delgado)[162]
- Mariano Jiménez[163].
- José Edgar Zúñiga Villaquirán « Joselillo de Colombia »[164]
- « Lagartijo Chico » (Rafael Molina Martínez)[56]
- Marcial Lalanda (Marcial Lalanda del Pino)[165]
- Harper B. Lee (né James Harper Gillett, puis Harper Baylor Lee)[166]
- Christian Lesur[167]
- « Limeño » (José Martínez Ahumado)[168].
- « Palomo Linares » (Sebastián Palomo Martínez)[169]
- « Litri » (Miguel Báez Espuny)[170]
- « Litri » (Manuel Báez Gómez)[170]
- « Litri » (Miguel Báez Spínola)[171]
- « Antonio Lomelín (Antonio Lomelín Migoni)[172]
- Fernando Lozano[173],
- « Maera (Manuel García López)[174]
- « Malla » (Agustín García Díaz)[175]
- « Machaquito » (Rafael González Madrid)[176],[177]
- « Manili » (Manuel Ruíz Regalo)[178]
- « Manolete » (Manuel Rodríguez Sánchez) )[179]
- « Manzanares » (José María Dolls Abellán)[180]
- José Mata (José Mata García)[181]
- Antonio Márquez Serrano[62]
- Miguel Márquez (Miguel Márquez Martín)[182]
- Pascual Márquez (Pascual Márquez Díaz)[183]
- Manolo Martínez[184]
- Manolo Mejía (Victor Manuel Mejía Ávila)[185]
- Victor Mendes[186]
- Richard Milian[187]
- « Miguelín » (Miguel Mateo)[188]
- « El Molinero » (Ricardo Aguín Ochoa)[189]
- « Mondeño » (Juan García Jiménez)[190]
- Mariano Montes[191]
- « Manolo Montoliu » (José Manuel Calvo Bonichón)[192].
- Juan Mora (José Mata García)[193]
- « Eugenio De Mora » (Eugenio Moreno Villarubias)[194]
- « Morenito de Maracay » (José Nelo Almidiciana)[195],[196]
- « Morenito de Nîmes » (Lionel Rouff)[197]
- « Morenito de Valencia » (Aurelio Puchol Aldas)
- José Luis Moreno[198]
- Emilio Muñoz[199]
- Fermín Murillo (Fermín Murillo Paz)[200]
- « Nacional II » (Juan Anlló Y Orrío)[201]
- «  Niño de la Taurina » (Carlos Collado García)[202]
- « Nimeño I » (Alain Montcouquiol)[203]
- « Nimeño II » (Christian Montcouquiol) )[204]
- « El Niño de la Capea » (Pedro Gutiérrez Moya)[205]
- « El Niño de la Palma » (Cayetano Ordóñez)[206]
- Jaime Noaín
- Paco Ojeda[207]
- Antonio Ordóñez (Antonio Ordóñez Araujo)[208]
- Domingo Ortega (Domingo Lopez Ortega)[209]
- Rafael Ortega[210]
- Rafael Ortega (Rafael Ortega Blanca)[211]
- José Ortega Cano)[212]
- Jaime Ostos (Jaime Ostos Carmona)[213]
- José Luis Parada (José Luis Rodríguez Parada)[214]
- Luis de Pauloba (Luis Ortiz Valladares)[215]
- José Luis Palomar[216]
- « El Pana » (Rodolfo Rodriguez)
- « Paquirri » (Francisco Rivera Pérez)[217]
- « Parrita » (Agustín Parra Dueñas)[108]
- Frédéric Pascal[218]
- Ernesto Pastor[219]
- Vicente Pastor (Vicente Pastor y Durán)[220]
- « Pedrés » (Pedro Martínez González)[221]
- « Pedrito de Portugal » (Pedro Alexander Anjos Roque Silva)[222]
- « Pepete » (José Gallego Mateo)[223]
- Carmelo Pérez[224]
- El Pireo (Manuel Cano Ruiz)[225]
- « Plumeta » (Léonce André)[74]
- Luis Procuna (Luis Procuna Montes)[226]
- Diego Puerta (Diego Puerta Diánez)[227]
- Mariano Ramos (Mariano Ramos Narváez)[228]
- " Regasterin "[177]
- Curro Rivera (Francisco Rivera Agüero)[128]
- Félix Robert[229]
- Julio Robles[230]
- Curro Romero[231]
- Rovira[232]
- Francisco Ruiz Miguel[233]
- « Ruiz Manuel » (Manuel Ruiz Valdivia)[234]
- Robert Ryan[235]
- « Saleri II » (Julián Sainz Martínez)[236]
- Gregorio Sánchez[173]
- Ignacio Sánchez Mejías[237]
- Marcos Sánchez Mejías[234]
- Cristina Sánchez (Cristina Sanchez de Pablos)[238],[239]
- José Ignacio Sánchez[240]
- Lucio Sandín Sayago[241]
- « El Sargento » (Guillermo Rodríguez Martínez)[242]
- Victoriano de La Serna[57]
- David Silveti (David Silveti Barry)[243]
- Alejandro Silveti[244]
- « El Soro » (Vicente Ruiz Soro)
- « El Tato » (José Raúl Gracia Herrera)[157]
- Ángel Teruel (Ángel Teruel Peñalver)[245]
- « El Texano » (David Renk)[246]
- « Tinín » (José Manuel Inchausti Díaz)[247]
- Carmelo Torres[248]
- Valencia II (Victoriano Roger Serrano)[249]
- « Varelito » (Manuel Vares y García)[250]
- Pepe Luis Vargas (José Luis Vargas Álvarez)[251]
- Patrick Varin[252]
- Andrés Vásquez (Andrés Mazariego Vásquez)[253]
- Curro Vázquez (Manuel Francisco Vázquez Ruano)[254]
- Manolo Vázquez[255],[256]
- Pepe Luis Vázquez[257]
- Pepín Martín Vázquez[229]
- André Viard[258]
- Nicanor Villalta[259]
- « Rafael de la Viña » (Rafael Jiménez Mingo)[260]
- « El Viti » (Santiago Martín)[261]
- « El Yiyo » (José Cubero Sanchez)[262]

## XXIesiècle
- Joselito Adame[263]
- Alberto Aguilar (Alberto Aguilar Carabaña)
- Sergio Aguilar
- Miguel Abellán[264]
- Jérémy Banti[265]
- Antonio Barrera
- Vicente Barrera (Vicente Barrera Simón)[266]
- Luis Bolívar (Luis Bolívar Delgado Escobar)
- Manuel Caballero[267]
- Rafael Camino (Rafael Camino Sanz)[268]
- José Antonio Canales Rivera[269]
- Javier Castaño (Javier Castaño Pérez)[270]
- Sébastien Castella[271]
- « Cayetano » (Francisco Rivera Ordóñez)[272]
- Javier Conde (Javier Conde Becerra)[273]
- Antón Cortés
- Salvador Cortés
- Eduardo Dávila Miura[274]
- Juan del Álamo[275]
- Thomas Dufau
- « El Cordobés » (Manuel Díaz González)[276]
- « El Califa » (José Pacheco Rodríguez)[277]
- « El Capea » (Pedro Gutiérrez Lorenzo)
- « El Cid » (Manuel Jesús Cid)
- « El Fandi » (David Fandila)[278]
- « El Fundi » (José Pedro Prados Martín)[279]
- « El Juli » (Julián López Escobar)[280]
- « El Lobo » (Charlie Laloë)[281],[282]
- « El Pana » (Rodolfo Rodriguez)
- « El Renco » (Antonio Pérez Rueda)
- « El Zotoluco » (Eulalio López)[283]
- Luis Miguel Encabo[284]
- Luis Francisco Esplá[285]
- Manuel Escribano[286]
- Antonio Ferrera (Antonio Ferrera San Marcos)[287]
- « Finito de Córdoba » (Juan Serrano Pineda)[288]
- Eduardo Gallo
- Iván García (Iván García Gómez)[289]
- Gildas Gnafoua « Diamante Negro »[290],[291]
- José Luis Gómez Ospina « Dinastía »[292]
- Grenat (Vincent Baudet)
- Mathieu Guillon[293]
- Óscar Higares (Óscar García Higares)[158]
- « Jesulín de Ubrique » (Jesús Janeiro Bazán)[294]
- César Jiménez
- Saúl Jiménez Fortes
- « Juan Bautista » (Jean-Baptiste Jalabert)[295]
- Rafael de Julia (Rafael Rodríguez Escribano)[296]
- Michelito Lagravère (Michelito Lagravère-Peniche)[297],[298]
- Marco Leal[299]
- Juan Leal[300]
- Pepín Liria (José Liria Fernández)[301]
- « Luisito » (Ludovic Lelong)[302]
- Domingo López Cháves[303]
- Denis Loré[304]
- David Luguillano (David Castro González)[305]
- Serafín Marín
- « Manzanares » (José María Dolls Samper)
- Sergio Martínez
- Stéphane Meca[306]
- Jesús Millán (Jesús Millán Cambra)[307]
- Eugenio de Mora (Eugenio Moreno Villarubias)[194]
- David Mora (David Mora Jiménez)[308]
- « Morante de la Puebla » (José Antonio Morante)[309]
- « Morenito de Aranda » (|Jesús Martínez Barrios)
- José Luis Moreno (José Luis Moreno Ruiz)[198]
- Ricardo Ortiz (Ricardo Manuel Ortiz Conejo)[310]
- Rachid Ouramdane « Morenito d’Arles »[311]
- Juan José Padilla (Juan José Padilla Bernal)[312]
- Miguel Ángel Perera
- Román Pérez[313]
- Enrique Ponce (Enrique Ponce Martínez)[314]
- Víctor Puerto (Víctor Sánchez Cerdá)[315]
- « Rafaelillo » (Rafael Rubio Luján)
- César Rincón (Julio César Rincón Ramírez)[316]
- Francisco Rivera Ordóñez[272]
- Fernando Robleño
- Miguel Rodríguez (Miguel Rodríguez Alcañiz)[317]
- Arturo Saldívar[318]
- Manolo Sánchez (Juan Manuel Sánchez Moro)[319]
- Mehdi Savalli
- Marc Serrano
- Swan Soto[320],[321]
- « Saleri » (David Sánchez Jiménez)[322]
- Julien Dusseing « El Santo »[323]
- Diego Silveti
- Alejandro Talavante
- Matías Tejela
- Hilda Tenorio (Hilda Eliana Tenorio Patiño)
- « José Tomás » (José Tomás Román Martín)[324]
- José Ignacio Uceda Leal[325]
- « Sánchez Vara »
- Jonathan Veyrunes[326]
- « Javier Valverde » (Javier Ricardo Sánchez San José)
- Javier Vázquez (Javier Francisco Vázquez Gallego)[327]
- Salvador Vega
- Iván Vicente
- Luis Vilches